# Faustino Imbali
Faustino Fudut Imbali (nacido el 1 de mayo de 1956) es un político de Guinea-Bissau, Primer ministro del país desde el 21 de marzo de 2001 al 9 de diciembre de 2001 y nuevamente desde el 29 de octubre de 2019 hasta el 8 de noviembre de 2019. Fue ministro de Relaciones Exteriores de 2012 a 2013.

## Biografía
Imbali nació en Ilondé, Guinea Portuguesa, en mayo de 1956. Estudió en la Universidad de Burdeos en Francia, y se graduó con una maestría en sociología política y desarrollo en 1988. Posteriormente trabajó como investigador en el Instituto Nacional de Estudios y Pesquisa en Bisáu. Durante la guerra civil de Guinea-Bisáu fue asesor del primer ministro Francisco Fadul.
Imbali se presentó como candidato independiente en las elecciones presidenciales de noviembre de 1999 y se ubicó en tercer lugar, ganando el 8.22% de los votos. Después de la victoria de Kumba Ialá del Partido de la Renovación Social (PRS) en esa elección, Imbali fue nombrado vice primer ministro a cargo de la Reconstrucción Económica y Social el 19 de febrero de 2000, bajo el mando del primer ministro Caetano N'Tchama. Posteriormente, en el gobierno nombrado el 25 de enero de 2001, fue designado ministro de Relaciones Exteriores. Cuando Ntchama fue destituido en marzo de 2001, Ialá nombró a Imbali como su sucesor pese a las objeciones de la oposición, que tenía mayoría en el parlamento. La oposición presentó una moción de censura contra Imbali, pero posteriormente la abandonó condicionalmente. En diciembre, Imbali fue despedido por Ialá, quien lo criticó fuertemente. Acusando a Imbali de desviar dinero de las fuerzas armadas (cosa que Imbali negó), Ialá advirtió a Imbali en abril de 2002 que iría a la cárcel a menos que devolviera el dinero.
En 2003, Imbali fundó el Partido Manifestado del Pueblo (PMP) y se presentó como su candidato presidencial en las elecciones presidenciales del 19 de junio de 2005, ganando el 0,52% de los votos.
Según informes, Imbali fue golpeado y detenido por las fuerzas de seguridad el 5 de junio de 2009 en actos de violencia dirigidos contra presuntos golpistas.
En octubre de 2019 el presidente José Mario Vaz cesó al primer ministro Aristides Gomes y lo sustituyó por Imbali, pero Gomes no aceptó la decisión presidencial y el país tuvo durante diez días dos jefes de Gobierno. Finalmente la presión internacional llevó a la dimisión de Imbali y la restitución en el cargo de Gomes.